# Rygałówka
Rygałówka (biał. Рыгалаўка) – wieś w Polsce położona w województwie podlaskim, w powiecie augustowskim, w gminie Lipsk.
W okresie II Rzeczypospolitej, do 1936 wieś należała do gminy Kurjanka. Miejscowość położona 25 kilometrów na zachód od Grodna.
Według Powszechnego Spisu Ludności z 1921 roku wieś zamieszkiwana była przez 236 osób, wśród których 231 było wyznania rzymskokatolickiego, a 5 mojżeszowego. Jednocześnie 231 mieszkańców zadeklarowało polską przynależność narodową a 5 żydowską. We wsi było 48 budynków mieszkalnych.
W latach 1975–1998 miejscowość administracyjnie należała do województwa suwalskiego.

## Zabytki
- cerkiew prawosławna, obecnie rewindykowany parafialny kościół rzymskokatolicki pod wezwaniem Przemienienia Pańskiego, 1879-1904, nr rej.:A-1058 z 18.09.1996[8].